# المشرع (البيضاء)

تعديل مصدري - تعديل

المشرع هي إحدى قرى عزلة ال اللبني بمديرية البيضاء التابعة لمحافظة البيضاء، بلغ تعداد سكانها 427 نسمة حسب تعداد اليمن لعام 2004.

## وصلات خارجية
- المركز الوطني للمعلومات باليمن